# 三浦博和
三浦 博和（みうら ひろかず、1月2日 - ）は日本の男性声優。東京都出身。

## 来歴
2009年1月まで81プロデュースに所属していた。フリー期間を経て同年7月から2012年3月までオフィス野沢に所属していた。2012年4月から2014年2月の事業停止までメディアフォースに所属していた。
2024年7月31日ディーカラーとアミュレートとが事業統合するまでディーカラーに所属していた。

## 人物
趣味・特技は書道、料理、キネマ旬報社「映画検定4級」。

## 出演作品

### テレビアニメ
2004年
- まぶらほ（ゾンビ）
- わがまま☆フェアリー ミルモでポン!わんだほう（審判兵、神父、村長）

2005年
- かみちゅ!（教師）
- 銀盤カレイドスコープ（警備員）
- 甲虫王者ムシキング 森の民の伝説（村人）
- スターシップ・オペレーターズ（ジョセフ・マイヤー）
- ゾイドジェネシス（基地指令）
- とっとこハム太郎 はむはむぱらだいちゅ!（ゾウ、店長）
- メルヘヴン（ガリア、ポーン兵）
- 雪の女王 The Snow Queen（牧師）

2006年
- 天保異聞 妖奇士（囚人）

2007年
- D.Gray-man（村人B）

2008年
- アリソンとリリア（コーエン車掌）
- 今日からマ王! 第3期（兵士）
- 銀魂（2008年 - 2012年、通行人、お父さん、陰陽師C、Tシャツの辰、オカマ、キャップ、知恵空党A、中将） - 2シリーズ
- スケアクロウマン（警官）
- ぷるるんっ!しずくちゃん あはっ☆（町の住人）

2009年
- フレッシュプリキュア!（動物）

2010年
- 黒執事II（仕立て屋、男）

2012年
- 頭文字D Fifth Stage（ニセ啓介）
- K（加茂劉芳、首相）

2013年
- 宇宙兄弟（モリソンの助手）

### 劇場アニメ
- 劇場版ポケットモンスター ダイヤモンド&パール ディアルガVSパルキアVSダークライ（2007年、売店のおじさん）
- 手塚治虫のブッダ -赤い砂漠よ!美しく-（2011年）
- 劇場版 銀魂 完結篇 万事屋よ永遠なれ（2013年、幕士A）

### ゲーム
- コロッケ!Great 時空の冒険者（2004年、カラスミ兵）
- コロッケ!DS 天空の勇者たち（2005年、ストロガノフ、天空兵）
- エクシズ・フォルス（2009年、グリーク）

### ドラマCD
- 足洗邸の住人たち。（2011年、岩見丑残）

### 吹き替え

#### 映画
- グォさんの仮装大賞（ファン）
- コントロール（ノートン）
- マハウット!（ケン）

#### テレビドラマ
- エバーウッド 遥かなるコロラド（ジェームズ）
- キムチ〜不朽の名作（マンジェ、カン秘書）
- GRIMM/グリム
- 南少林（シュー・ビャオ）
- パダムパダム
- 碧血剣（応松）
- リ・ジェネシス バイオ犯罪捜査班

#### テレビ番組
- 怪しい伝説
- イギリスお宝探偵団ポーンスターズ

#### アニメ
- こうしのコニーちゃん（フロッギー）
- シンデレラIII 戻された時計の針